# Patrizia Rebizzi
Patrizia Rebizzi (Milano, 19 giugno 1957 – Milano, 7 marzo 2017) è stata una chitarrista italiana.

## Biografia
Milanese, seguì i corsi di strumento e composizione diplomandosi con il massimo dei voti in chitarra e in composizione, specializzandosi poi in composizione musicale elettronica presso i conservatori di Parma e Milano. Fu allieva del chitarrista e violoncellista Abner Rossi. 
Effettuò registrazioni radiofoniche e televisive con molti special a lei dedicati, per emittenti di stato, quali: Rai, ZDF (Germania), TVS (Svizzera), Radio Monte-Carlo (Francia), Radio France (Francia), WDR (Germania), ORF (Austria), Radio Salzburg (Austria), RTS (Svizzera).
In qualità di solista con l'orchestra eseguì i concerti di Antonio Vivaldi, Krebs, Mauro Giuliani, Luigi Boccherini, Joaquin Rodrigo, Villa-Lobos, Leo Brouwer e San Francesco per chitarra e orchestra, composto per lei da Ennio Morricone e inciso per RCA.
Eseguì, anche in prima esecuzione assoluta, numerose partiture contemporanee, molte delle quali a lei dedicate e con diretta radiofonica e televisiva.
Tra i compositori che hanno scritto per lei: Ennio Morricone, Azio Corghi, Umberto Rotondi, Fausto Romitelli, Fabio Vacchi, Enrico Renna, Irlando Danieli, Luca Cori, Marcella Mandanici, Massimiliano Viel, Jean-Louis Petit, Herbert Grassl, Juan Trigos, Daniel Sanchez, Victor Razgado, Patrice Challallau.
Fu esecutrice ufficiale delle master class di Franco Donatoni, Jean-Louis Petit, Azio Corghi, Giacomo Manzoni, Umberto Rotondi, André Richard mit Experimentalstudio H. Strobel Stifftung der Freiburg. Sempre in qualità di esecutrice ufficiale, fu prescelta a rappresentare l'Italia al Musik Messe International Messe di Francoforte, al European Conference of Promoters of New Music di Brescia e a Como per gli Incontri Europei di Composizione (Anno Europeo della Musica).
Dalla stretta collaborazione con i compositori nacque un testo specialistico scritto a quattro mani con Ruggero Tajè La Chitarra nella Musica del ‘900 pubblicato da Sonzogno Editore, dedicato alle nuove tecniche di esecuzione della musica contemporanea.
Nel 1995 fondò insieme ad altri musicisti Musica20 Ensemble.
La sua spiccata curiosità la portò sempre a sperimentare ambiti musicali nuovi e insoliti. Nel 2003 fu invitata da Gone, band di deep house/son noir, a collaborare all'incisione di Hitchcock Road, CD dedicato a Bernard Hermann, il quale collaborò molto con il regista Alfred Hitchcock. Nel disco, pubblicato da Minus Habens Records/EMI, oltre all'esecuzione delle parti solistiche scrisse e realizzò la parte effettistica.
Patrizia suonava due chitarre del liutaio bolognese Enrico Piretti.
Le sue ceneri riposano in una celletta al cimitero di Lambrate, nella sua città.

## Premi
Primo Premio assoluto in 12 Concorsi Nazionali e Internazionali, nel 1970 vinse il Concorso Internazionale RCA International Young Interpreters Competition che le valse un contratto discografico di 5 anni con RCA.
A riconoscimento della sua attività concertistica nel 1972 ricevette il Premio Nazionale della Musica Diapason d'Oro e nel 1978 con Goffredo Petrassi, il Premio Internazionale Red Carpet International Music Awards.

## Concerti
Ha tenuto concerti per istituzioni e festival internazionali, tra i quali:
- Milano - Teatro alla Scala[3], Teatro Strelher
- Salisburgo - Mozarteum, Aspekte Salzburg Festival
- Vienna - Künstlerhaus
- Roma - Accademia Filarmonica Romana, Stagioni Pubbliche della Rai, Festival Nuova Consonanza,
- Venezia - Biennale
- Colmar - Été Musical
- Parigi - Achante Festival
- Torino - De Sono Musica, Conservatorio Giuseppe Verdi, Salone del Lingotto,
- Palermo - Teatro Massimo, Cantieri Culturali,
- Parma - Conservatorio Arrigo Boito, Fondazione Toscanini,
- Mentone - Festival International Musique de Chambre,
- Firenze - Musica ex Machina Festival, Amsterdam, Rotterdam, Utrecht - Gaudeamus Foundation

## Libri
- La chitarra nella musica del ‘900, con Ruggero Tajè, Sonzogno Editore.